# Gà Yokohama

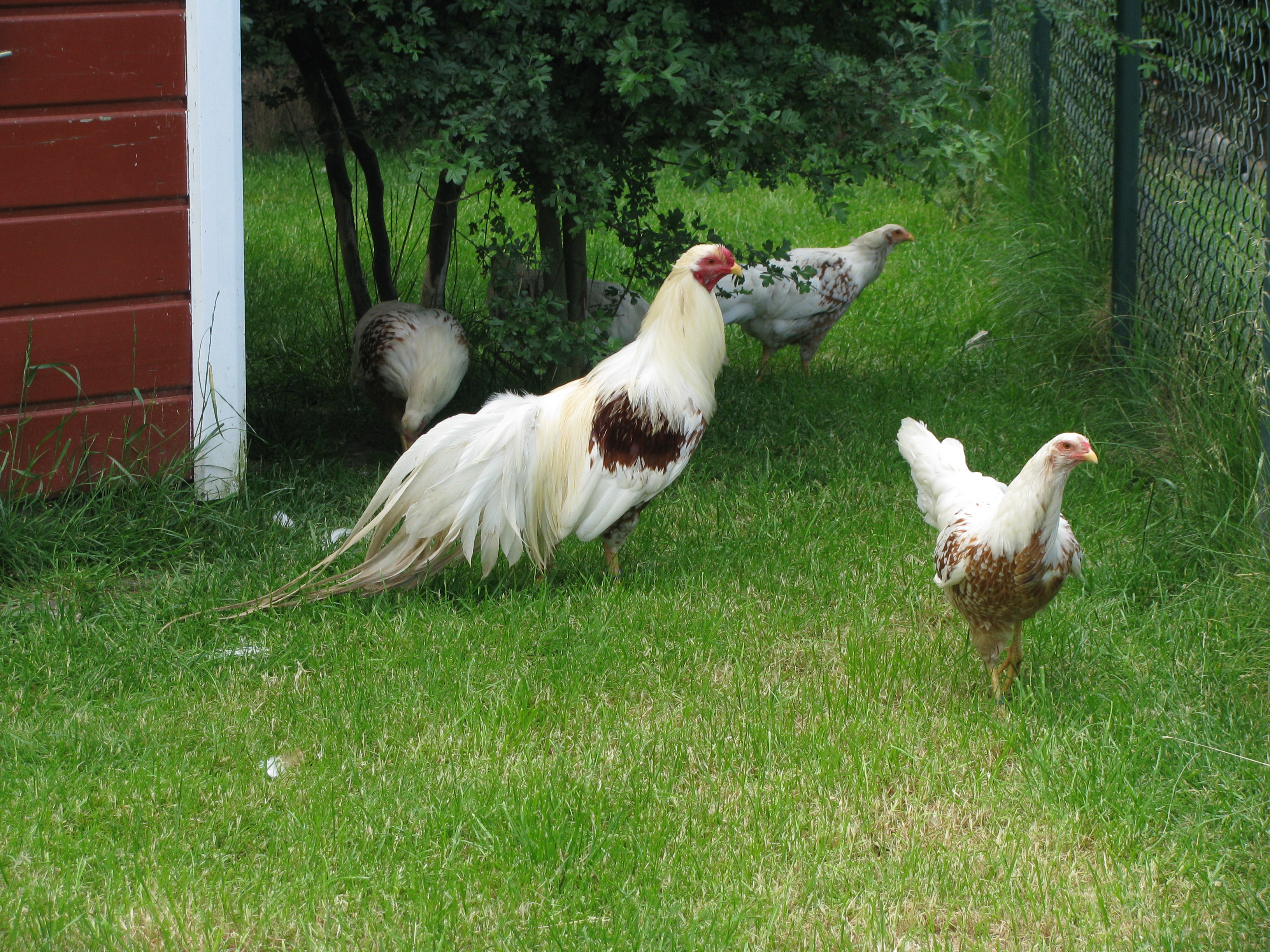
Một đàn gà Yokohama

Gà Yokohama là một giống gà kiểng có nguồn gốc từ Đức nhưng chúng bắt nguồn sâu xa từ giống gà Phượng hoàng (Phoenix). Chúng là giống được nuôi làm gà kiểng với màu sắc tươi sáng và bộ lông dài, nổi tiếng với đuôi rất dài và thanh lịch. Người nuôi gà Yokohama đều luôn cố gắng chăm gà của mình có được đuôi dài nhất. Trong điều kiện tốt, đuôi của chúng có thể dài thêm 1 mét mỗi năm. 

## Đặc điểm
Ban đầu những cá thể nhập khẩu đầu tiên được biết rất yếu ớt và không ổn định, việc lai xa được thực hiện ngay sau đó với nỗ lực tuyệt vọng nhằm duy trì nguồn gien của giống gà đuôi dài. Vào năm 1878, những con gà xuất xứ từ Nhật Bản xuất hiện ở Đức, và hai năm sau ở Anh, Ở nước Anh, tất cả gà đuôi dài Nhật Bản lớn bé đều được coi là gà Yokohama, một số được trưng bày như là Yokohama.
Chúng được coi là tương tự như giống phoenix ở một số đặc điểm, nhưng lông của chúng không có xu hướng mọc dài như ở Phoenix và thường được gọi là gà Nhật đuôi dài. Giống gà này không có những tiêu chuẩn cụ thể để được xem như là một giống gà đặc trưng hay riêng biệt, một trong những đặc điểm riêng biệt của giống gà Yokohama là mồng trích, vốn cực kỳ mạnh mẽ về tính khí và hình dạng và là giống gà chọi của Nhật Bản, gà Yokohama có thể có mồng trích hay mồng lá, và gồm các biến thể nhạn, chuối, chuối lửa và bông.
Giống gà Yokohama được đánh giá chủ yếu dựa trên số lượng, chất lượng và độ dài của lông đuôi và lông cổ với 45% điểm số. Kiểu và cân nặng chiếm hơn 20% điếm số là màu sắc chỉ chiếm 5% và đầu 10% (còn lại là kích thước 10%, điều kiện 5% và chân 5%). Ở nước Anh, chương trình lai tạo giống gà đuôi dài cũng tương tự như ở lục địa châu Âu, nhưng không khắt khe về màu sắc, kiểu mồng hay màu chân, những con gà chọi màu chuối, mồng trích với rất nhiều máu gà đòn châu Á (như ở gà Yokohama “vai đỏ”). Kiểu hình “Yokohama” ở Anh có lẽ gần với những con được nhập khẩu ban đầu hơn là dạng gà Phượng hoàng mồng lá, tai trắng đặc trưng.